# Eataly

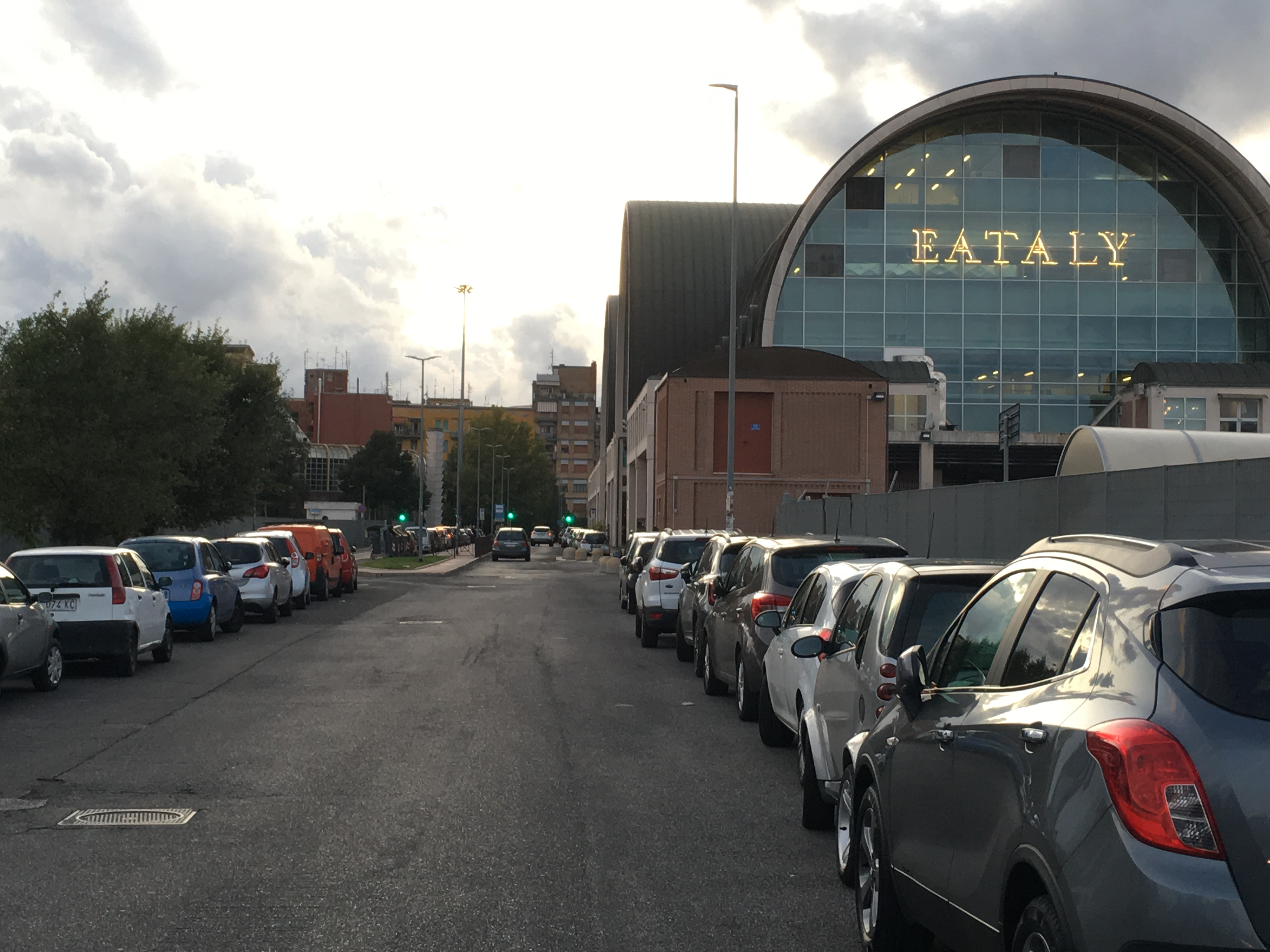
ローマ店（旧Air Tirminal Ostienseの建物）

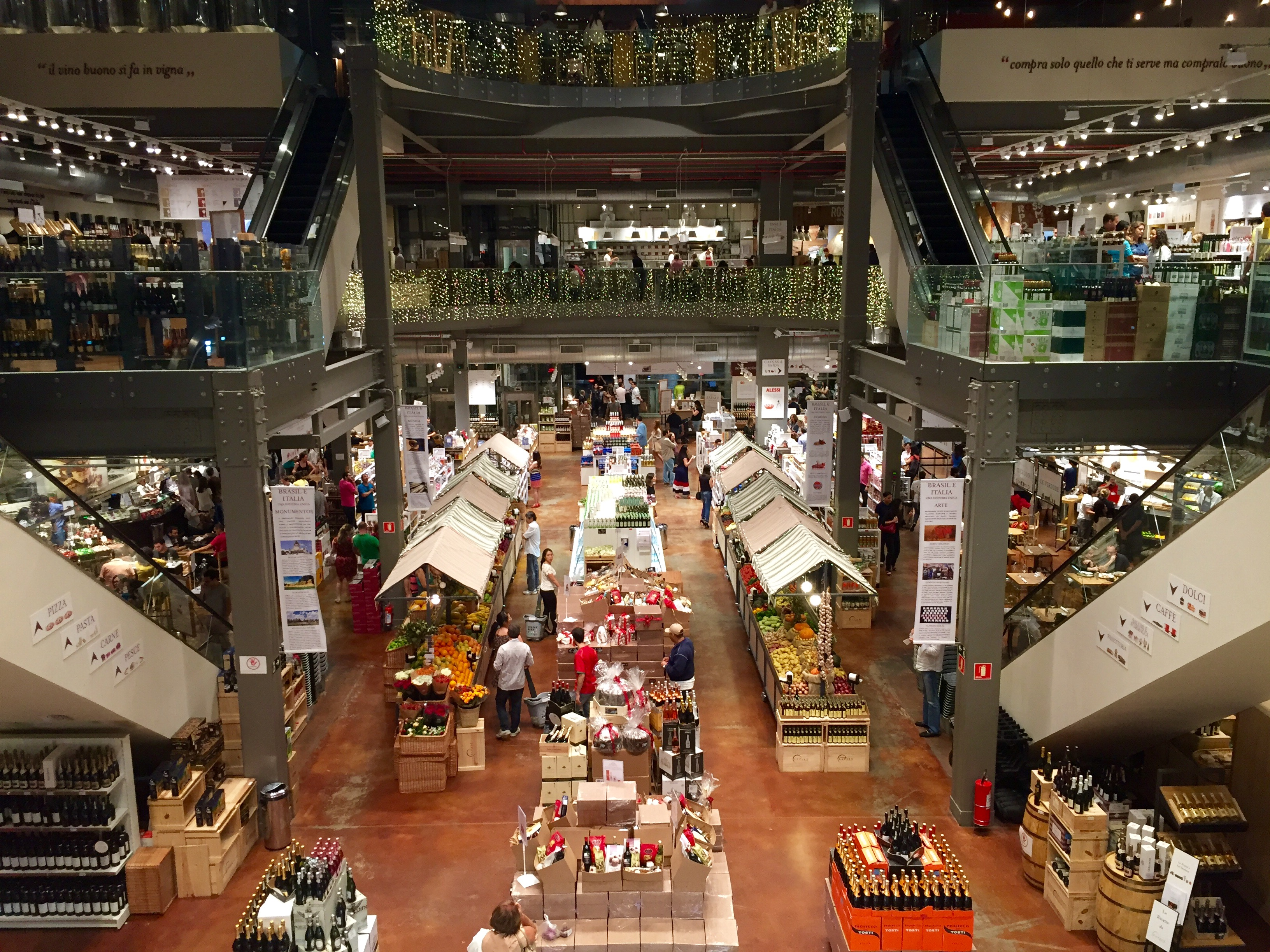
Eataly

Eataly（'イータリー）は、イタリアの食材販売コーナーとレストランを併設したイタリア発の総合フードマーケットである。

## 概要
2007年（平成19年）、トリノで開業。2012年、ローマ店を開業。2015年6月15日、三井物産とイータリーがイータリー・アジア・パシフィック株式会社を設立。2017年（平成29年）8月30日、東京駅構内の商業施設グランスタ丸の内に「イータリー（EATALY）」の直営店を開業。

## FICO Eataly World

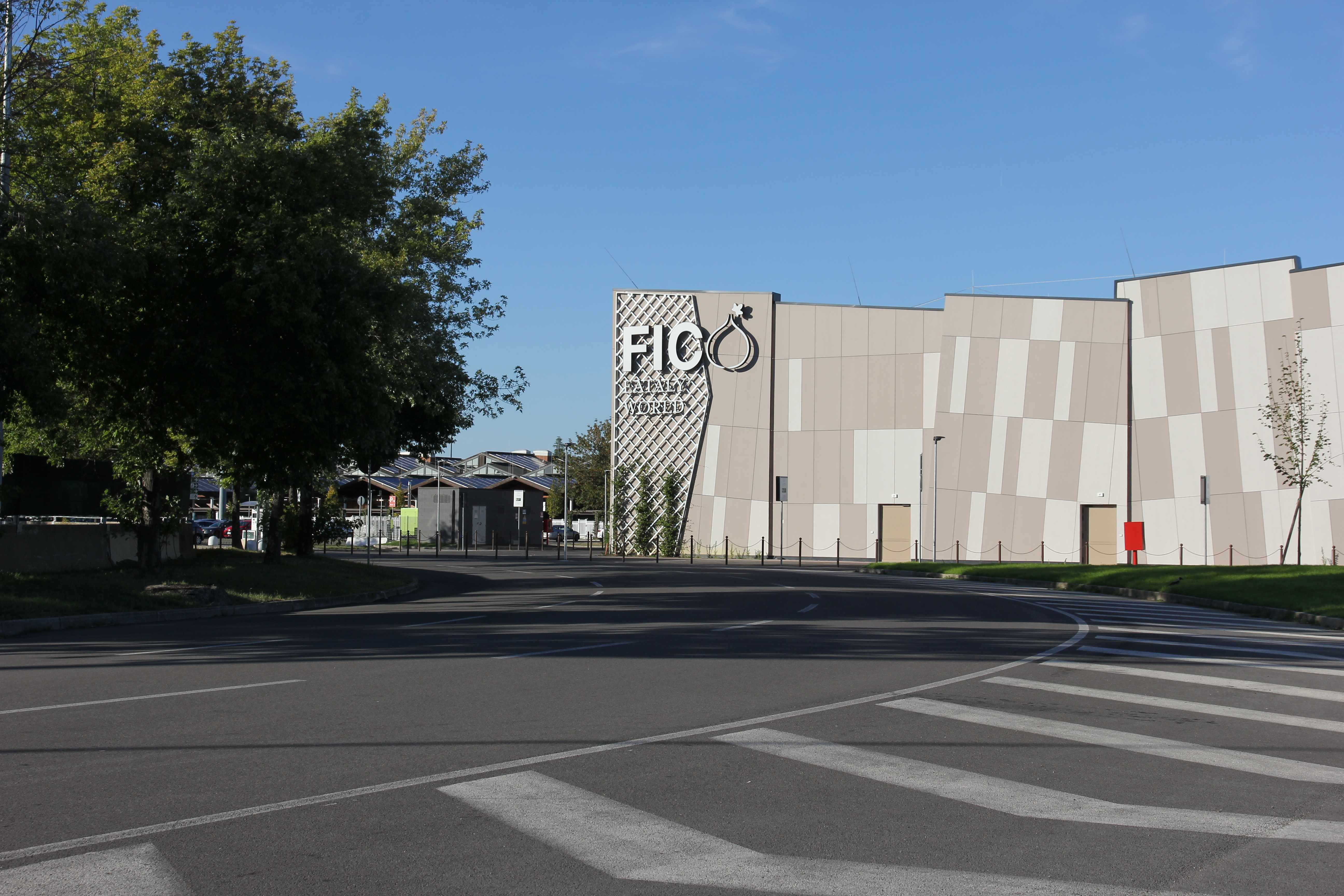
Fico Eataly World

- it:FICO Eataly World

## 参照
- 視察が絶えない小売店､｢イータリー｣の実力 | 週刊東洋経済
- 東京駅で美食新体験！ 茅乃舎とイータリーが同時出店 日経トレンディ
- イタリアの地方生産者を支える「食材のセレクトショップ」Forbes JAPAN
- リリース | 日本及びアジア太平洋地域でイタリア食材の小売・外食・卸売事業に参入 - 三井物産株式会社